# Bulgaarse gemeente

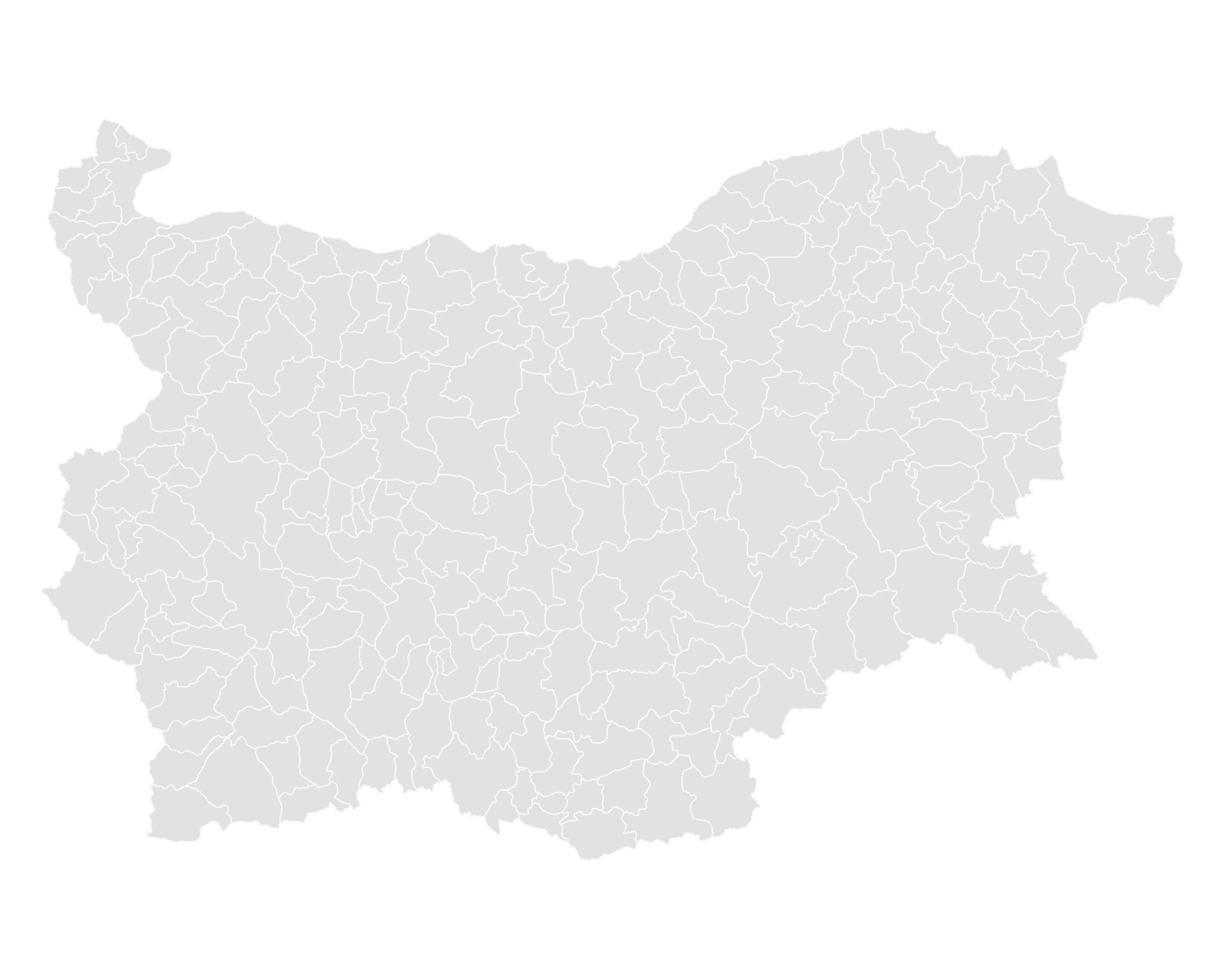
Gemeenten Bulgarije

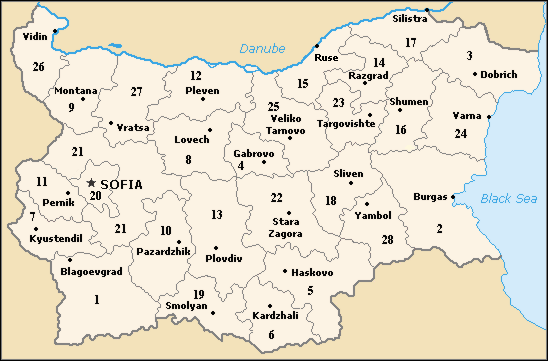
Provincies van Bulgarije

De 28 oblasten van Bulgarije zijn verdeeld in 264 gemeenten (община, obshtina).

## Lijst van gemeenten per oblast

### Blagoëvgrad
1. Bansko (plaats: Bansko)
2. Belitsa (plaats: Belitsa)
3. Blagoëvgrad (plaats: Blagoëvgrad)
4. Garmen (plaats: Garmen)

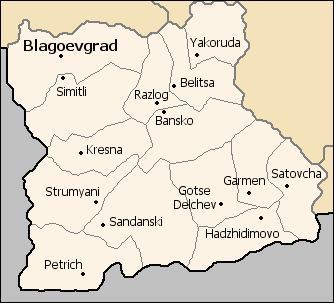
Blagoëvgrad (oblast)

5. Gotse Delchev (plaats: Gotse Deltsjev
6. Chadzjidimovo (plaats: Chadzjidimovo)
7. Kresna (plaats: Kresna)
8. Petrisj (plaats: Petritsj)
9. Razlog (plaats: Razlog)
10. Sandanski (plaats: Sandanski)
11. Satovtsja (plaats: Satovtsja)
12. Simitli (plaats: Simitli)
13. Stroemjani (plaats: Stroemjani)
14. Jakoroeda (plaats: Jakoroeda)

### Boergas
1. Aitos (plaats: Aitos)
2. Boergas (plaats: Boergas)
3. Kameno (plaats: Kameno)
4. Karnobat (plaats: Karnobat)

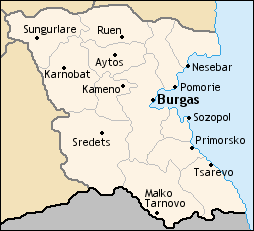
De gemeenten van Boergas (oblast)

5. Malko Tarnovo (plaats: Malko Tarnovo)
6. Nesebar (plaats: Nesebar)
7. Pomorie (plaats: Pomorie)
8. Primorsko (plaats: Primorsko)
9. Roeen (plaats: Roeën)
10. Sozopol (plaats: Sozopol)
11. Sredets (plaats: Sredets)
12. Soengoerlare (plaats: Soengoerlare)
13. Tsarevo (plaats: Tsarevo)

### Dobritsj
1. Baltsjik (plaats: Baltsjik)
2. Dobrich (plaats: Dobritsj)
3. Dobritsjka (plaats: Dobritsj)
4. General Toshevo (plaats: General Tosjevo)
5. Kavarna (plaats: Kavarna)
6. Kroeshari (plaats: Kroesjari)
7. Shabla (plaats: Sjabla)
8. Tervel (plaats: Tervel)

### Gabrovo
1. Drjanovo (plaats: Drjanovo)
2. Gabrovo (plaats: Gabrovo)
3. Sevlievo (plaats: Sevlievo)
4. Trjavna (plaats: Trjavna)

### Chaskovo
1. Dimitrovgrad (plaats: Dimitrovgrad)
2. Charmanli (plaats: Charmanli)
3. Chaskovo (plaats: Chaskovo)
4. Ivaïlovgrad (plaats: Ivaïlovgrad)
5. Ljoebimets (plaats: Ljoebimets)
6. Madzjarovo (plaats: Madzjarovo)
7. Mineralni Bani (plaats: Mineralni Bani)
8. Simeonovgrad (plaats: Simeonovgrad)
9. Stambolovo (plaats: Stambolovo)
10. Svilengrad (plaats: Svilengrad)
11. Topolovgrad (plaats: Topolovgrad)

### Kardzjali
1. Ardino (plaats: Ardino)
2. Tsjernootsjene (plaats: Tsjernootsjene)
3. Dzjebel (plaats: Dzjebel)
4. Kardzhali (plaats: Kardzjali)
5. Kirkovo (plaats: Kirkovo)
6. Kroemovgrad (plaats: Kroemovgrad)
7. Momtsjilgrad (plaats: Momtsjilgrad)

### Kjoestendil
1. Bobosjevo (plaats: Bobosjevo)
2. Bobov Dol (plaats: Bobov Dol)
3. Dupnitsa (plaats: Doepnitsa)
4. Kocherinovo (plaats: Kotsjerinovo)
5. Kyustendil (plaats: Kjoestendil)
6. Nevestino (plaats: Nevestino)
7. Rila (plaats: Rila)
8. Sapareva Banja (plaats: Sapareva Banja)
9. Trekljano (plaats: Trekljano)

### Lovetsj
1. Apriltsi (plaats: Apriltsi)
2. Letnitsa (plaats: Letnitsa)
3. Lovetsj (plaats: Lovetsj)
4. Loekovit (plaats: Loekovit)
5. Teteven (plaats: Teteven)
6. Trojan (plaats: Trojan)
7. Oegartsjin (plaats: Oegartsjin)
8. Jablanitsa (plaats: Jablanitsa)

### Montana
1. Berkovitsa (plaats: Berkovitsa)
2. Boïtsjinovtsi (plaats: Boïtsjinovtsi)
3. Broesartsi (plaats: Broesartsi)
4. Tsjiprovtsi (plaats: Tsjiprovtsi)
5. Georgi Damjanovo (plaats: Georgi Damjanovo)
6. Lom (plaats: Lom)
7. Medkovets (plaats: Medkovets)
8. Montana (plaats: Montana)
9. Valtsjedram (plaats: Valtsjedram)
10. Varsjets (plaats: Varsjets)
11. Jakimovo (plaats: Jakimovo)

### Pazardzjik
1. Batak (plaats: Batak)
2. Belovo (plaats: Belovo)
3. Bratsigovo (plaats: Bratsigovo)
4. Lesitsjovo (plaats: Lesitsjovo)
5. Panagjoerishte (plaats: Panagjoerisjte)
6. Pazardzjik (plaats: Pazardzjik)
7. Pesjtera (plaats: Pesjtera)
8. Rakitovo (plaats: Rakitovo)
9. Sarnitsa (plaats: Sarnitsa)
10. Septemvri (plaats: Septemvri)
11. Streltsja (plaats: Streltsja)
12. Velingrad (plaats: Velingrad)

### Pernik
1. Breznik (plaats: Breznik)
2. Kovachevtsi (plaats: Kovatsjevtsi)
3. Pernik (plaats: Pernik)
4. Radomir (plaats: Radomir)
5. Tran (plaats: Tran)
6. Zemen (plaats: Zemen)

### Pleven
1. Belene (plaats: Belene)
2. Tsjerven Brjag (plaats: Tsjerven Brjag)
3. Dolna Mitropolija (plaats: Dolna Mitropolija)
4. Dolni Dabnik (plaats: Dolni Dabnik)
5. Goeljantsi (plaats: Goeljantsi)
6. Iskar (plaats: Iskar)
7. Knezja (plaats: Knezja)
8. Levski (plaats: Levski)
9. Nikopol (plaats: Nikopol)
10. Pleven (plaats: Pleven)
11. Pordim (plaats: Pordim)

### Plovdiv
1. Asenovgrad (plaats: Asenovgrad)
2. Brezovo (plaats: Brezovo)
3. Chisarija (plaats: Chisarija)
4. Kalojanovo (plaats: Kalojanovo)
5. Karlovo (plaats: Karlovo)
6. Kritsjim (plaats: Kritsjim)
7. Koeklen (plaats: Koeklen)
8. Laki (plaats: Laki)
9. Maritsa (plaats: Plovdiv)
10. Parvomaï (plaats: Parvomaï)
11. Peroesjtitsa (plaats: Peroesjtitsa)
12. Plovdiv (plaats: Plovdiv)
13. Rakovski (plaats: Rakovski)
14. Rodopi (plaats: Rodopi)
15. Sadovo (plaats: Sadovo)
16. Saedinenie (plaats: Saedinenie)
17. Sopot (plaats: Sopot)
18. Stamboliïski (plaats: Stamboliïski)

### Razgrad
1. Isperih (plaats: Isperich)
2. Koebrat (plaats: Koebrat)
3. Loznitsa (plaats: Loznitsa)
4. Razgrad (plaats: Razgrad)
5. Samoeil (plaats: Samoeil)
6. Tsar Kalojan (plaats: Tsar Kalojan)
7. Zavet (plaats: Zavet)

### Roese
1. Borovo (plaats: Borovo)
2. Bjala (plaats: Bjala)
3. Dve Mogili (plaats: Dve Mogili)
4. Ivanovo (plaats: Ivanovo)
5. Roese (plaats: Roese)
6. Slivo Pole (plaats: Slivo Pole)
7. Tsenovo (plaats: Tsenovo)
8. Vetovo (plaats: Vetovo)

### Sjoemen
1. Chitrino (plaats: Chitrino)
2. Kaolinovo (plaats: Kaolinovo)
3. Kaspitsjan (plaats: Kaspitsjan)
4. Nikola Kozlevo (plaats: Nikola Kozlevo)
5. Novi Pazar (plaats: Novi Pazar)
6. Shumen (plaats: Sjoemen)
7. Smjadovo (plaats: Smjadovo)
8. Varbitsa (plaats: Varbitsa)
9. Veliki Preslav (plaats: Veliki Preslav)
10. Venets (plaats: Venets)

### Silistra
1. Alfatar (plaats: Alfatar)
2. Doelovo (plaats: Doelovo)
3. Glavinitsa (plaats: Glavinitsa)
4. Kaïnardzja (plaats: Kaïnardzja)
5. Silistra (plaats: Silistra)
6. Sitovo (plaats: Sitovo)
7. Toetrakan (plaats: Toetrakan)

### Sliven
1. Kotel (plaats: Kotel)
2. Nova Zagora (plaats: Nova Zagora)
3. Sliven (plaats: Sliven)
4. Tvarditsa (plaats: Tvarditsa)

### Smoljan
1. Banite (plaats: Banite)
2. Borino (plaats: Borino)
3. Tsjepelare (plaats: Tsjepelare)
4. Devin (plaats: Devin)
5. Dospat (plaats: Dospat)
6. Madan (plaats: Madan)
7. Nedelino (plaats: Nedelino)
8. Roedozem (plaats: Roedozem)
9. Smoljan (plaats: Smoljan)
10. Zlatograd (plaats: Zlatograd)

### Sofia-Hoofdstad
1. Sofia (plaats: Sofia)

### Sofia
1. Anton (plaats: Anton)
2. Botevgrad (plaats: Botevgrad)
3. Bozjoerisjte (plaats: Bozjoerisjte)
4. Tsjavdar (plaats: Tsjavdar)
5. Tsjelopetsj (plaats: Tsjelopetsj)
6. Dolna Banja (plaats: Dolna Banja)
7. Dragoman (plaats: Dragoman)
8. Elin Pelin (plaats: Elin Pelin)
9. Etropole (plaats: Etropole)
10. Godech (plaats: Godetsj)
11. Gorna Malina (plaats: Gorna Malina)
12. Ichtiman (plaats: Ichtiman)
13. Koprivsjtitsa (plaats: Koprivsjtitsa)
14. Kostenets (plaats: Kostenets)
15. Kostinbrod (plaats: Kostinbrod)
16. Mirkovo (plaats: Mirkovo)
17. Pirdop (plaats: Pirdop)
18. Pravets (plaats: Pravets)
19. Samokov (plaats: Samokov)
20. Slivnitsa (plaats: Slivnitsa)
21. Svoge (plaats: Svoge)
22. Zlatitsa (plaats: Zlatitsa)

### Stara Zagora
1. Bratja Daskalovi (plaats: Bratja Daskalovi)
2. Tsjirpan (plaats: Tsjirpan)
3. Galabovo (plaats: Galabovo)
4. Goerkovo (plaats: Goerkovo)
5. Kazanlak (plaats: Kazanlak)
6. Maglizj (plaats: Maglizj)
7. Nikolaevo (plaats: Nikolaevo)
8. Opan (plaats: Opan)
9. Pavel Banya (plaats: Pavel Banja)
10. Radnevo (plaats: Radnevo)
11. Stara Zagora (plaats: Stara Zagora)

### Targovisjte
1. Antonovo (plaats: Antonovo)
2. Omoertag (plaats: Omoertag])
3. Opaka (plaats: Opaka)
4. Popovo (plaats: Popovo)
5. Targovisjte (plaats: Targovisjte)

### Varna
1. Aksakovo (plaats: Aksakovo)
2. Avren (plaats: Avren)
3. Beloslav (plaats: Beloslav)
4. Byala (plaats: Bjala)
5. Dalgopol (plaats: Dalgopol)
6. Devnya (plaats: Devnja)
7. Dolni Tsjiflik (plaats: Dolni Tsjiflik)
8. Provadija (plaats: Provadija)
9. Soevorovo (plaats: Soevorovo)
10. Valtsji Dol (plaats: Valtsji Dol)
11. Varna (plaats: Varna)
12. Vetrino (plaats: Vetrino)

### Veliko Tarnovo
1. Elena (plaats: Elena)
2. Gorna Orjachovitsa (plaats: Gorna Orjachovitsa)
3. Ljaskovets (plaats: Ljaskovets)
4. Pavlikeni (plaats: Pavlikeni)
5. Polski Trambesh (plaats: Polski Trambesj)
6. Strazjitsa (plaats: Strazjitsa)
7. Soechindol (plaats: Soechindol)
8. Svisjtov (plaats: Svisjtov)
9. Veliko Tarnovo (plaats: Veliko Tarnovo)
10. Zlataritsa (plaats: Zlataritsa)

### Vidin
1. Belogradtsjik (plaats: Belogradtsjik (Vidin))
2. Boïnitsa (plaats: Boïnitsa)
3. Bregovo (plaats: Bregovo)
4. Tjoeprene (plaats: Tjoeprene)
5. Dimovo (plaats: Dimovo)
6. Gramada (plaats: Gramada)
7. Koela (gemeente) (plaats: Koela)
8. Makresj (plaats: Makresj)
9. Novo Selo (plaats: Novo Selo)
10. Roezjintsi (plaats: Roezjintsi)
11. Vidin (plaats: Vidin)

### Vratsa
1. Borovan (plaats: Borovan)
2. Bjala Slatina (plaats: Bjala Slatina)
3. Chaïredin (plaats: Chaïredin)
4. Kozlodoeï (plaats: Kozlodoeï)
5. Krivodol (plaats: Krivodol)
6. Mezdra (plaats: Mezdra)
7. Mizija (plaats: Mizija)
8. Oryachovo (plaats: Oryachovo)
9. Roman (plaats: Roman)
10. Vratsa (plaats: Vratsa)

### Jambol
1. Boljarovo (plaats: Boljarovo)
2. Elchovo (plaats: Elchovo)
3. Straldzja (plaats: Straldzja)
4. Toendzja (plaats: Jambol)
5. Jambol (plaats: Jambol)